# Texas Red

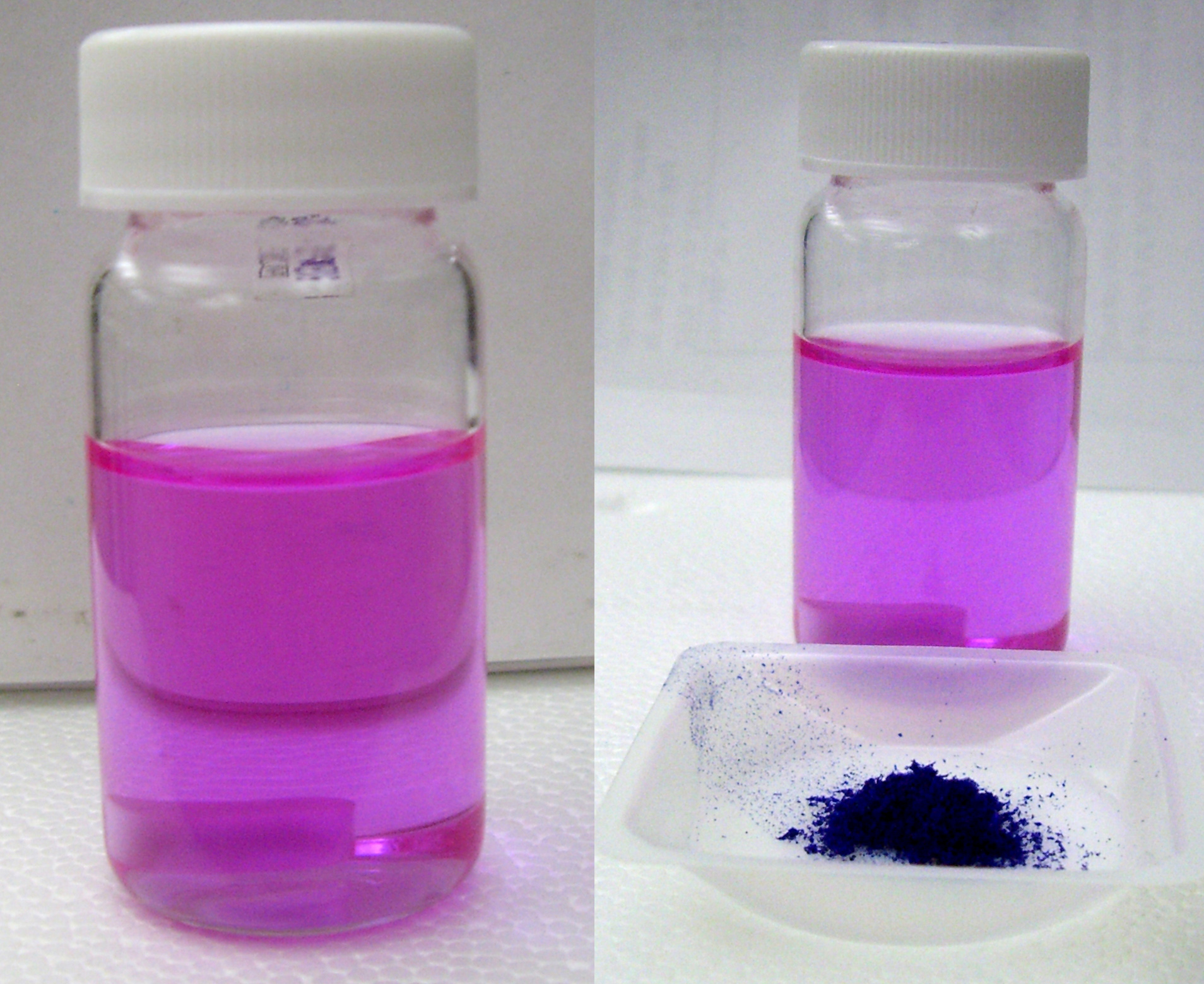
La solution dans la bouteille (15 ml) est du Texas Red (0.009 mg) dans le DMF. La poudre est violet foncé.

Le Texas Red est le dérivé chlorure de sulfonyle de la sulforhodamine 101. C'est un colorant fluorescent rouge-violet utilisé en histologie pour colorer certaines cellules ou des cellules avec des activateurs de fluorescence en microscopie à fluorescence ou en immunohistochimie,.
La fluorescence du Texas Red est à 615 nm et son pic d'absorption maximale est à 589 nm ce qui fait qu'il est plus violet que rouge. La poudre de Texas Red est violet foncé. Ses solutions peuvent être excitées par un laser à colorants réglé vers 595-695 nm ou moins efficacement par un laser krypton à 567 nm. Son coefficient d'extinction à 596 nm est environ 85 000 M-1cm-1.
Généralement, ce composé est un mélange des deux chlorures de sulfonyles, celui comme sur l'image et celui avec les groupes SO3 et SO2Cl intervertis.
Il peut être aussi utilisé comme un marqueur de protéines, avec lesquelles il forme aisément des adduits via le groupe chlorure de sulfonyle (SO2Cl). Dans l'eau, les groupes chlorure de sulfonyle des molécules de Texas Red qui n'ont pas réagi s'hydrolysent en sulfonate et ces molécules, en fait de sulforhodamine 101, sont très solubles dans l'eau ce qui facilite un lavage sélectif. C'est l'un des avantages du Texas Red comparativement au dérivé isothiocyanate de rhodamine.